# كهف مولنار جانوس
كهف مولنار جانوس (بالمجرية: Molnár János-barlang)‏ هو نظام كهف مملوء بالماء الحراري. تقع في منطقة روجادوم في بودابست في المجر.